# Bas-vivarois
 (mai 2024).
Si vous disposez d'ouvrages ou d'articles de référence ou si vous connaissez des sites web de qualité traitant du thème abordé ici, merci de compléter l'article en donnant les références utiles à sa vérifiabilité et en les liant à la section « Notes et références ».
Le bas-vivarois (BV) est la variété d'occitan en usage dans la moitié sud de l'Ardèche (Bas-Vivarais), au sud d'une ligne qui le sépare du vivaro-alpin (VA), et qui va du Mont Mézenc jusqu'à Rochemaure en suivant grosso modo la crête du Coiron.

## Caractérisation comme languedocien nord-cévenol
Comme la totalité de l'occitan ardéchois, le bas-vivarois est du nord-occitan : on dit achabar, chastèl, jal, bujada (acabar, castèl, gal, bugada en occitan méridional).
Le bas-vivarois se distingue du vivaro-alpin, et notamment de celui qu'on parle dans la moitié nord de l'Ardèche (Boutières, Haut-Vivarais) :
- par la conservation des dentales intervocaliques latines simples : on dit feda, jornada, madur, prada, ròda, tirador, vedèl en BV et feiá, jornaa, maür, praa, roá, tiraor, vèl en VA ardéchois. On sait que la chute de ces dentales est précisément le trait principal caractérisant le vivaro-alpin.
- plus généralement, par la solidité des consonnes intervocaliques : on dit nejar, nogièr, ausir, susar, vesem en BV et neiar, noièr, auvir, suar, veiem en VA ardéchois.
- par l'absence de palatalisation de /s / précédant une voyelle, et de /z / : sason se prononce [sɔˈzu] ou [saˈzu] en BV et [ʃɔˈʒu] ou [ʃaˈʒu] en VA ardéchois.
- par l'absence de palatalisation de /k /, /g /, /t /, /d /, /l /, /n / devant /i / e /y / : par exemple, cubrir se prononce [kyˈbʀi] en BV et [cyˈbʀi] (à peu près : [tjyˈbʀi]) en VA ardéchois.
- par l'absence de palatalisation des groupes /kl /, /gl / : clau se prononce [klaw] en BV et fréquemment [kʎaw] en VA boutiérot.
- par la conservation de /s / devant /p /, /t /, /k / : on dit escoba en BV, et eicoba en VA ardéchois.
- par l'usage de la désinence verbale -e de première personne (généralement -o en VA) : on dit parle, fenisse, parlave, parlère en BV et parlo, fenisso, parlavo, parlèro en VA.
- par l'usage du verbe eiblidar ("oublier") au lieu de eissublar, forme typique du vivaro-alpin.

Les traits suivants du bas-vivarois sont ceux du languedocien, et plus particulièrement du languedocien oriental ou septentrional en ce qui concerne les quatre derniers :
- amuïssement général de /n / final des oxytons : taban, plen, molin, fenestron, bòn, dengun.
- vocalisation de /s / en /j / devant une consonne sonore : Los bolets. As manjat. Lo mes de junh.
- conservation des diphtongues et triphtongues.
- utilisation des doubles négations : Manja pas gaire. Ai pas res vist. L'i vai pas jamai. L'i a pas dengun.
- réalisation de /v / comme en français ou en provençal.
- conservation de /l / final des oxytons, quand il provient de ll (double) latin (chaval, vedèl, aquel, còl) et vocalisation quand il provient de  l (simple) latin (ostau, fièu, rossinhòu).
- diphtongaison fréquente de /ɔ / tonique en /wɔ / : còsta, messònja, pòrta, relòtge.
- réalisation /ɔ / de /a / (vélarisation) dans de nombreuses positions ; elle concerne /a / nasalisé dans l'ensemble du bas-vivarois, tous les /a / atones (prétoniques ou posttoniques) au nord de Joyeuse, ainsi que la désinence -à de la troisième personne du futur : enfant, fam, campana, grame, fasem, fenirà. Par exemple, chastanha se prononce [ʧɔsˈtɔɲɔ] ou [ʧasˈtɔɲɔ] en BV.

Les traits suivants du bas-vivarois le rapprochent plus particulièrement du languedocien cévenol :
- amuïssement des occlusives sourdes finales : lop, fuòc, sandat.
- amuïssement quasi général de la marque /s / du pluriel des noms et adjectifs : De flors blanchas. Toutefois, cette marque reste sensible dans certains cas : pluriels allongés (bedigasses, espesses), adjectifs en position proclitique (De braves enfants. De bòns vesins).

Un trait du bas-vivarois concernant la quasi-totalité de l'occitan ardéchois (sauf une zone à l'extrême sud, dont la région des Vans) est le passage à it du groupe latin ct : dreit, faita, troita. Il est étranger au languedocien (drech, facha, trocha) en dehors du domaine pyrénéen (languedocien méridional).
On peut conclure de tout cela que le bas-vivarois est, nonobstant le dernier trait, un parler languedocien nord-occitan (situation analogue à celle d'une bonne partie du gévaudanais). Le bas-vivarois est la variété nord-cévenole du languedocien. Dans sa Grammaire [h]istorique des parlers provençaux modernes (tome IV, p. 46), Ronjat dit en substance la même chose : "l'habitus général [des parlers bas-vivarois] donne à l'auditeur l'impression d'un languedocien avec cha (cf. gévaudanais, § 850), et l'essentiel de l'analyse confirme cette impression".

## Un texte en bas-vivarois (parler de la région d'Aubenas): laparabolede l'enfant prodigue
Un òme aviá pas que dos dròlles. Lo pus joine diguèt a son paire : « es temps que siaja mon mèstre e
qu’aja d’argent. Chau que pòdia m’enanar e que vésia de país. Partatjatz vòste ben e bailatz-me çò
que me reven ». — « Coma voudràs », ço diguèt lo paire. « Siás un meschant, e seràs punit ». Emb aquò,
dubriguèt un tirador, partatgèt son ben, e ne’n faguèt doas parts.
Quauquos jorns après, lo dròlle partiguèt, quitèt lo vilatge en fasent lo fièr e sans dire adièu a dengun.
Traversèt fòrça devés, bòscs e ribèiras e arribèt dinc una bèla vila ont aguèt lèu chabit tot son argent.
Alh bot de quauquos jorns, deupeguèt vendre sos abits a una vièlha femna e se logèt per varlet. Lo mandèron
gardar los ases e los buòus. Acadonc, seguèt bien malerós. Aviá pas gis de coija per durmir ni de fuòc per se
chaufar quand aviá freid. A cha còp, aviá talament fam qu’auriá bien manjat quelas fuèlhas de chaulet e
quelos poms purrits que manjavon los caions. Mès dengun li bailava res.
Un vèspre, lo ventre boide, s’assetèt sobre un tronc e regardava per la fenèstra
los aucèls que volejavon pr’aquí. E puèi veguèt sortir dins lo cèl la luna e las estiálas e se diguèt en plorent :
« Ailai, l’ostau de mon paire es plen de varlets que an de pan e de vin e d’uòus e de fromatge tant que ne’n
vòlon. D'entrement, ièu crèbe de fam aicí ».

### Remarques
- ço (ço diguèt) est une forme atone du pronom démonstratif neutre çò également utilisée en sud-cévenol
- caion est un synonyme de pòrc, attesté (entre autres) dans tout l'occitan ardéchois, en occitan dauphinois, et en francoprovençal
- dans boide (et quelques autres mots isolés), /v / a conservé en BV la prononciacion [b] qu'il a en languedocien (sauf en languedocien oriental) et en gascon
- que an de pan : noter l'absence d'élision, fréquente en BV après que